# جان اریکسون (ورزشکار)
جان اریکسون (انگلیسی: Jan Eriksson؛ زادهٔ ۱۴ ژانویهٔ ۱۹۵۸) بازیکن هاکی روی یخ اهل سوئد است.